# Уэст, Джордж Джон, 5-й граф де ла Варр
Джордж Джон Саквилл-Уэст, 5-й граф де ла Варр (англ. George John Sackville-West, 5th Earl de la Warr; 26 октября 1791 — 23 февраля 1869) — британский придворный и консервативный политик. Он носил титул учтивости — виконт Кантелуп с с 1791 по 1795 год.

## Происхождение и образование
Родился 26 октября 1791 года. Единственный сын Джона Ричарда Уэста, 4-го графа де ла Варра (1758—1795), и Кэтрин Лайель (1756—1826), дочери Генри Лайеля, натурализованного британского подданного (урожденного Хенрика Лейеля из шведской дворянской семьи Лейель). Он сменил своего отца на графстве в 1795 году в возрасте трех лет.
Он получил образование в школе Харроу (Лондон), Брасенос-колледже (Оксфордский университет, Оксфорд), получив степень бакалавра искусств (1812) и степень магистра искусств (1819).

## Политическая карьера
Лорд Де Ла Варр занимал должность лорда-камергера в правительстве сэра Роберта Пиля в 1841—1846 годах в правительстве лорда Дерби в 1858—1859 годах. В 1841 году он стал членом Тайного совета Великобритании.
30 ноября 1843 года его имя было официально изменено на Джордж Джон Сэквилл-Уэст по королевской лицензии.
В 1828 году ему была присвоена почетная степень доктора права Кембриджского университета (Кембридж, Кембриджшир), почетная степень доктора гражданского права Брасенос-колледжа (Оксфордский университет, Оксфорд, Оксфордшир) в 1834 году.

## Семья
21 июня 1813 года лорд де ла Варр женился на леди Элизабет Сэквилл (11 августа 1795 — 9 января 1870), дочери Джона Сэквилла, 3-го герцога Дорсета. У них было десять детей, девять из которых дожили до зрелости:
- Джордж Уэст, виконт Кантелуп (26 апреля 1814 — 25 июня 1850), член парламента от Хелстона и Льюиса, умер неженатым.
- Чарльз Сэквилл-Уэст, 6-й граф де ла Варр (13 ноября 1815 — 23 апреля 1873), второй сын и преемник отца.
- Реджинальд Сэквилл, 7-й граф де ла Варр (21 февраля 1817 — 5 января 1896).
- Леди Элизабет Саквилл-Уэст (22 сентября 1820 — 1 октября 1888), вышла замуж за Фрэнсиса Рассела, 9-го герцога Бедфорда.
- Мортимер Сэквилл-Уэст, 1-й барон Сэквилл (22 сентября 1820 — 1 октября 1888).
- Леди Мэри Кэтрин Уэст (23 июля 1824 — 6 декабря 1900), вышла замуж первой за Джеймса Гаскойна-Сесила, 2-го маркиза Солсбери. Во-вторых, она вышла замуж за Эдварда Стэнли, 15-го графа Дерби.
- Лайонел Сэквилл-Уэст, 2-й барон Сэквилл (19 июля 1827 — 3 сентября 1908).
- Достопочтенный Уильям Сэквилл-Уэст (27 октября 1830 — 30 сентября 1905), женился на Джорджине Додуэлл. Среди их детей — Лайонел Сэквилл-Уэст, 3-й барон Сэквилл.
- Леди Арабелла Диана Сэквилл-Уэст (10 января 1835 — 10 февраля 1869), в 1860 году вышла замуж за сэра Александра Баннермана, 9-го баронета.